# Пільно
Пі́льно (рос. Пильно) — село у складі Красногорського району Алтайського краю, Росія. Входить до складу Усть-Кажинської сільської ради.

## Населення
Населення — 40 осіб (2010; 122 у 2002).
Національний склад (станом на 2002 рік):
- росіяни — 89 %